# جوزيبي كونتي
جوزيبي كونتي (بالإيطالية: Giuseppe Conte)‏ (مواليد فولتورارا أبولا في 8 أغسطس 1964) هو سياسي ومحام وأستاذ قانون إيطالي. في 1 يونيو 2018 أصبح رئيس وزراء إيطاليا للمرة الأولى، ثم في 5 سبتمبر 2019 شكل حكومته الثانية، التي كانت تُعد صاحبة أقل متوسط عمر لأعضائها في تاريخ الجمهورية الإيطالية.
في 26 يناير 2021 أعلن استقالته واستقالة الحكومة.
قضى كونتي الجزء الأكبر من حياته المهنية كأستاذ قانون وكان أيضًا عضوًا في مكتب العدالة الإدارية الإيطالي من عام 2013 حتى عام 2018. بعد الانتخابات العامة 2018، اقتُرح تعيينه زعيمًا مستقلًا لحكومة ائتلافية بين حزب النجوم الخمسة ورابطة الشمال رغم أنه لم يشغل أي منصب سياسي من قبل. بعد أن اتفق الطرفان على برنامج الحكومة، عينه الرئيس سيرجيو ماتاريلا رئيسًا للوزراء في 1 يونيو، وعين نوابه المشتركين من بين قادة حزب النجوم الخمسة والرابطة. في أغسطس عام 2019، قدمت الرابطة اقتراح حجب الثقة من الحكومة الائتلافية وعرض كونتي الاستقالة من منصب رئيس الوزراء؛ اتفق حزب النجوم الخمسة وجناح وسط اليسار من الحزب الديمقراطي على تشكيل حكومة جديدة، يرأسها كونتي. اعتُبر كونتي بذلك أول رئيس وزراء إيطالي يقود حكومتين منفصلتين مكونتين من شركاء متحالفين من جناحي اليمين واليسار.
رغم بدء مسيرته السياسية كتكنوقراطي، تعين لتنفيذ البرنامج الحكومي لحزب النجوم الخمسة والرابطة، خلال الأشهر الأخيرة من حكومته الأولى، وخلال حكومته الثانية، أصبح كونتي شخصية مؤثرة وشعبية بشكل متزايد في السياسة الإيطالية. خلال فترة رئاسته للوزراء، قدم إصلاحات مهمة بما في ذلك الحد الأدنى للأجور المضمونة، وإصلاح دستوري لتقليل عدد أعضاء البرلمان، وتأميم شركة الطرق السريعة الإيطالية (إيه إس بّي آي)، وشركة الخطوط الجوية الإيطالية، وشركة إلفا التي تعد أكبر شركة لصناعة الحديد والصلب في إيطاليا، بالإضافة إلى زيادة صرامة السياسة تجاه الهجرة غير الشرعية. في عام 2020، أصبحت إيطاليا إحدى أكثر البلدان تضررًا من جائحة كوفيد-19 (فيروس كورونا). كانت حكومته هي الأولى في العالم الغربي التي طبقت إغلاقًا وطنيًا تامًا لوقف انتشار المرض. رغم موافقة الرأي العام على الإغلاق، وُصف بأنه أكبر عملية قمع للحقوق الدستورية في تاريخ الجمهورية الإيطالية. أدى استخدام كونتي المكثف لقرارات رئاسة الوزراء بفرض قيود تهدف إلى السيطرة على الوباء إلى انتقاده من قبل الصحفيين والمحللين السياسيين والسياسيين المعارضين. كان التأثير الاقتصادي لوباء كوفيد-19 شديدًا بشكل خاص في إيطاليا. في يوليو عام 2020، بهدف الركود الاقتصادي الناتج عن جائحة كوفيد-19، وافق كونتي وغيره من القادة الأوروبيين على برنامج الجيل القادم من الاتحاد الأوروبي، والذي تلقت من خلاله إيطاليا 209 مليار يورو على شكل منح وقروض من صندوق الاسترداد الأوروبي.
في يناير عام 2021، سحب حزب إيطاليا حية الوسطي دعمه لحكومة كونتي. رغم تمكن كونتي من الفوز بأصوات الثقة في البرلمان في الأيام اللاحقة، اختار الاستقالة بعد فشله في الحصول على الغالبية العظمى من الأصوات في مجلس الشيوخ. عندما فشلت المفاوضات لتشكيل الحكومة الثالثة لكونتي، طُلب من الرئيس السابق للبنك المركزي الأوروبي، ماريو دراجي، تشكيل حكومة اتحاد وطني.
كان كونتي خامس رئيس وزراء إيطالي يتعين دون خبرة سياسية سابقة، بعد كارلو أزيليو تشامبي، وسيلفيو برلسكوني، ولامبرتو ديني، وماريو مونتي، وكان أول رئيس وزراء من جنوب إيطاليا بعد سيرياكو د ميتا في عام 1989. كان كونتي أيضًا رئيس الوزراء المستقل الذي خدم لأطول مدة في تاريخ إيطاليا، رغم عمله المكثف بالقرب من حزب النجوم الخمسة. نظرًا لأسلوب قيادته، غالبًا ما يُعتبر كونتي أحد الأمثلة الرائدة على الشعبوية التقنية، ووُصفت حكومته الأولى في العديد من الصحف، مثل نيويورك تايمز ولا ريبوبليكا، بأنها «أول حكومة شعبوية حديثة في أوروبا الغربية». غالبًا ما أُطلق على كونتي لقب «محامي الشعب»، كما وصف نفسه خلال خطابه الأول كرئيس للوزراء.

## النشأة والوظيفة
ولد كونتي في 8 أغسطس عام 1964 لعائلة من الطبقة المتوسطة في بلدة فولتورارا أبولا، بالقرب من مدينة فودجا، كان والده، نيكولا، موظفًا عامًا في البلدية المحلية، بينما كانت والدته، ليلينا روبرتي، معلمة في مدرسة ابتدائية.
بعد انتقال عائلته إلى سان جوفاني روتوندو، حضر كونتي مدرسة الليسيوم الكلاسيكي «بيترو جيانوني» بالقرب من سان ماركو في لاميس ثم درس القانون في جامعة روما سابينزا، وتخرج منها في عام 1988، وحصل على مرتبة الشرف. في عام 1992، تأهل رسميًا ليصبح محاميًا، قبل أن يذهب للدراسة في الخارج لفترة وجيزة. في نفس العام، انتقل إلى الولايات المتحدة للدراسة في كلية ييل للحقوق وجامعة دوكويسن والمعهد الثقافي الدولي في فيينا في عام 1993. بعد ذلك، أجرى بحوثًا وألقى محاضرات في جامعة السوربون في عام 2000، وكلية غيرتون بجامعة كامبريدج، في عام 2001، وجامعة نيويورك في عام 2008.
بدأ مسيرته الأكاديمية خلال تسعينيات القرن العشرين عندما درس في جامعة روما تري، وجامعة لومسا في روما، وجامعة مالطا، وجامعة ساساري في سردينيا. يدرّس كونتي حاليًا القانون الخاص في جامعة فلورنسا وفي الجامعة الدوليه للدراسات الاجتماعية جيدو كارلي في روما. أصبح أيضًا عضو في مجلس أمناء جامعة جون كابوت في روما. توجد شكوك حول ادعاء كونتي بأنه أكمل دراساته في جامعة نيويورك، إذ ذكرت المؤسسة التعليمية أنه «لا يوجد شخص بهذا الاسم في أي من سجلاتنا كطالب أو عضو هيئة تدريس».
في عامي 2010 و2011، عمل كونتي في مجلس إدارة وكالة الفضاء الإيطالية، وفي عام 2012، تعين من قبل بنك إيطاليا كعضو في لجنة «التحكيم المصرفي والمالي». عمل أيضًا في اللجنة العلمية للمؤسسة الإيطالية لكتاب العدل.
في 18 سبتمبر عام 2013، انتُخب من قبل مجلس النواب كعضو في مكتب القضاء الإداري، وهو هيئة الحكم الذاتي للقضاة الإداريين، والتي شغل فيها أيضًا منصب نائب الرئيس.

## رئيس وزراء إيطاليا (2018-2021)

### تشكيل الحكومة 2018
في فبراير عام 2018، اقترح لويجي دي مايو، زعيم حزب النجوم الخمسة، كونتي كوزير مستقبلي للإدارة العامة في حكومته المحتملة بعد الانتخابات العامة الإيطالية لعام 2018؛ ومع ذلك، انتهت الانتخابات ببرلمان معلق، إذ حصل حزب النجوم الخمسة على أكبر عدد من الأصوات والمقاعد البرلمانية، بينما حصل ائتلاف وسط اليمين، بقيادة رابطة ماتيو سالفيني وأحزاب يمينية أخرى، على أكبر عدد من المقاعد، وحصلا على المزيد الأصوات معًا في مجلس النواب ومجلس الشيوخ، لكن دون تحقيق الغالبية العظمى. جاء تحالف وسط اليسار بقيادة رئيس الوزراء السابق، ماتيو رينزي، في المرتبة الثالثة.
في 9 مايو، وبعد أسابيع من الركود السياسي وفشل المحاولات المختلفة لتشكيل الحكومات بين كل من جناح وسط اليمين في حزب النجوم الخمسة والحزب الديمقراطي، استجاب دي مايو وسالفيني لإنذار الرئيس سيرجيو ماتاريلا بتشكيل حكومة تكنوقراطية محايدة مؤقتة من خلال مطالبته رسميًا بمنحهم 24 ساعة إضافية للتوصل إلى اتفاق حكومي بين الحزبين. في مساء ذلك اليوم، أعلن سيلفيو برلسكوني علنًا أن حزب فورزا إيطاليا لن يدعم حكومة الرابطة-النجوم الخمسة في التصويت على الثقة، لكنه سيدعم تحالف وسط اليمين، وبذلك يفتح الأبواب أمام حكومة محتملة بين الطرفين.

## روابط خارجية
- جوزيبي كونتي على موقع مونزينجر (الألمانية)